# Storsjön (Anundsjö socken, Ångermanland, 708836-158447)
Storsjön är en sjö i Örnsköldsviks kommun i Ångermanland och ingår i Ångermanälvens huvudavrinningsområde. Sjön har en area på 3,5 kvadratkilometer och ligger 355 meter över havet. Sjön avvattnas av vattendraget Stavselån.

## Delavrinningsområde
Storsjön ingår i det delavrinningsområde (708803-158701) som SMHI kallar för Utloppet av Storsjön. Medelhöjden är 407 meter över havet och ytan är 35,49 kvadratkilometer. Räknas de 3 avrinningsområdena uppströms in blir den ackumulerade arean 51,37 kvadratkilometer. Stavselån som avvattnar avrinningsområdet har biflödesordning 2, vilket innebär att vattnet flödar genom totalt 2 vattendrag innan det når havet efter 179 kilometer. Avrinningsområdet består mestadels av skog (71 procent) och sankmarker (15 procent). Avrinningsområdet har 3,83 kvadratkilometer vattenytor vilket ger det en sjöprocent på 10,8 procent.